# Hermann Junker

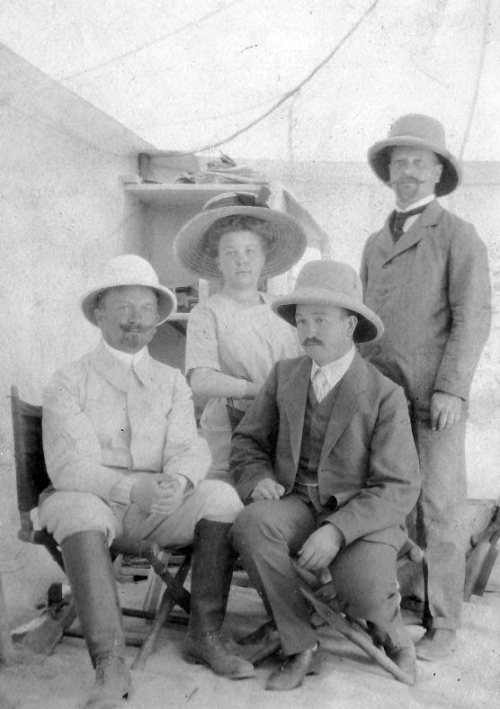
El egiptólogo alemán Hermann Junker (sentado a la derecha) en el cementerio de Arminna, en la parte egipcia de Nubia en los años 1911/12.

Hermann Junker (Bendorf, 29 de noviembre de 1877-Viena, 9 de enero de 1962) fue un egiptólogo alemán conocido por sus descubrimientos en Merimde-Benisalam en 1928, en el delta del Nilo occidental, en el Bajo Egipto.

## Biografía
Hermann Junker estudió teología y egiptología, redactando en 1903 una tesis sobre el tema de la escritura en el templo de Hathor en Dendera, en la Universidad de Berlín.
Entre 1909 y 1911 dirigió excavaciones científicas en el-Kubanieh (Nubia). Los resultados de este trabajo le permitieron ser nombrado en 1912 catedrático de Egiptología en la Universidad de Viena. Ese mismo año, Junker regresó a Egipto durante dos años para trabajar en el cementerio occidental de la pirámide de Jufu (Keops) en Giza y, bajo los auspicios de la IED, explorar sistemáticamente las pirámides de la meseta de Giza.
La Academia de Ciencias de Austria lo admitió en 1919, y dos años más tarde se convirtió en decano de la Facultad de Artes de la Universidad de Viena. Como tal, Junker fue promotor del establecimiento del Instituto de Egiptología en 1923 en esta universidad.
De 1925 a 1935, tomó la dirección del SIG en El Cairo; durante estos años, enseña, como profesor de Egiptología, en la Universidad Fouad (ahora la Universidad de El Cairo). Desde 1931 hasta los acontecimientos políticos de marzo de 1938, fue profesor honorario en la Universidad de Viena. Después de la Segunda Guerra Mundial, volvió a ocupar el puesto de Profesor Honorario, que ocupó hasta 1953.

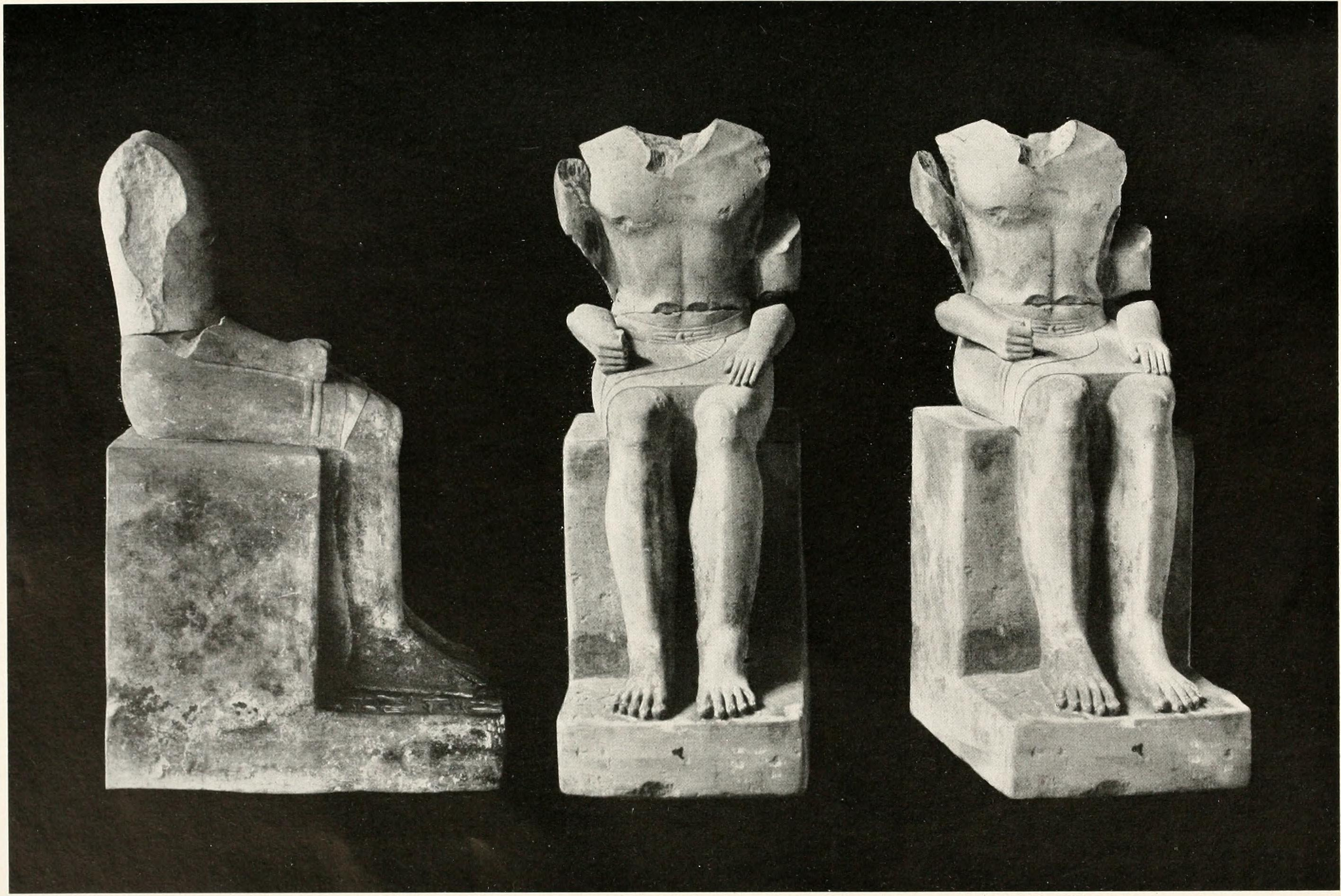
La estatua de Hemiunu antes de ser restaurada.

Durante el ascenso del nazismo, Hermann Junker participó en la ideología nazi al apoyar la tesis supremacista creyendo que fueron los antepasados de los alemanes quienes construyeron las pirámides. La cabeza restaurada de Hemiunu, el arquitecto de la Gran Pirámide, de la que Hermann Junker encontró la estatua, atestiguaría el empeño de cambiar el origen étnico de los antiguos egipcios.
Hermann Junker muere el 9 de enero de 1962 en Viena, a la edad de 85 años.

## Publicaciones
- Die Grabung auf dem Mastabafeld von Gizeh. Vienna: Akademie der Wissenschaft, 1912.
- Vorbericht über die zweite Grabung bei den Pyramiden von Gizeh vom 16. Dezember 1912 bis 24. März 1913. Vienna: Akademie der Wissenschaft, 1913.
- Vorläufiger Bericht über die dritte Grabung bei den Pyramiden von Gizeh vom 3. Januar bis 28. April 1914. Vienna: Akademie der Wissenschaft, 1914.
- The Austrian Excavations, 1914. Journal of Egyptian Archaeology 1 (1914), pp. 250–253.
- Bericht über die ägyptische Expedition im Frühjahr 1925. Vienna: Akademie der Wissenschaft, 1925.
- Vorläufiger Bericht über die vierte Grabung bei den Pyramiden von Gizeh. Vienna: Akademie der Wissenschaft, 1927.
- Vorläufiger Bericht über die fünfte Grabung bei den Pyramiden von Gizeh. Vienna: Akademie der Wissenschaft, 1928.
- Vorläufiger Bericht über die sechste Grabung bei den Pyramiden von Gizeh. Vienna: Akademie der Wissenschaft, 1929.
- Vorläufiger Bericht über die siebente Grabung bei den Pyramiden von Giza vom 27. November 1928 bis 25. Februar 1929. Vienna: Akademie der Wissenschaft, 1929.
- Gîza I. Die Mastabas der IV. Dynastie auf dem Westfriedhof. Vienna and Leipzig: Hölder-Pichler-Tempsky, 1929.
- Gîza II. Die Mastabas der beginnenden V. Dynastie auf dem Westfriedhof. Vienna and Leipzig: Hölder-Pichler-Tempsky, 1934.
- Gîza III. Die Mastabas der vorgeschrittenen V. Dynastie auf dem Westfriedhof. Vienna and Leipzig: Hölder-Pichler-Tempsky, 1938.
- Gîza IV. Die Mastaba des K3jm'nh (Kai-em-anch). Vienna and Leipzig: Hölder-Pichler-Tempsky, 1940.
- Gîza V. Die Mastaba des Snb (Seneb) und die umliegenden Gräber. Vienna and Leipzig: Hölder-Pichler-Tempsky, 1941.
- Gîza VI. Die Mastaba des Nfr (Nefer), Kdf.jj (Kedfi), K3hjf (Kahjef) und die westlich anschliessenden Grabanlagen. Vienna and Leipzig: Hölder-Pichler-Tempsky, 1943.
- Gîza VII. Der Ostabschnitt des Westfriedhofs. Erster Teil. Vienna and Leipzig: Hölder-Pichler-Tempsky, 1944.
- Gîza VIII. Der Ostabschnitt des Westfriedhofs. Zweiter Teil. Vienna: Rudolf M. Rohrer, 1947.
- Gîza IX. Das Mittelfeld des Westfriedhofs. Vienna: Rudolf M. Rohrer, 1950.
- Gîza X. Der Friedhof südlich der Cheopspyramide. Westteil. Vienna: Rudolf M. Rohrer, 1951.
- Gîza XI. Der Friedhof südlich der Cheopspyramide. Ostteil. Vienna: Rudolf M. Rohrer, 1953.
- Gîza XII. Schlußband mit Zusammenfassungen und Gesamt-Verzeichnissen von Band I–XII. Vienna: Rudolf M. Rohrer, 1955.
- “Mutter und Sohn auf einem Relief des frühen Alten Reiches.” Anzeiger der phil.-hist. Klasse der Österreichischen Akademie der Wissenschaften, Jahrgang 1953, Nr. 14, pp. 171–175.
- The Offering Room of Prince Kaninisut. Vienna: Kunsthistorisches Museum, 1931.
- Zu einigen Reden und Rufen auf Grabbildern des Alten Reiches. Akademie der Wissenschaften in Wien, Philosophisch-historische Klasse, Sitzungsberichte, 221. Band, 5. Abhandlung. Vienna and Leipzig: Hölder-Pichler-Tempsky, 1943.